# Бесходарное
Бесходарное — деревня в составе Богородского сельсовета в Воскресенском районе Нижегородской области.

## География
Находится в правобережье Ветлуги на расстоянии примерно 16 километров по прямой на юго-восток от районного центра поселка  Воскресенское.

## История
Деревня известна с начала XVII века. Последний владелец Левашов. В 1857 году она входила в Макарьевский уезд Нижегородской губернии, и в ней было отмечено 59 дворов и 324 жителей. В 1911 году учтено 95 дворов. В XIX веке здесь была построена Вознесенская церковь.

## Население
Постоянное население составляло 80 человек (русские 99%) в 2002 году, 51 в 2010 году .